# Pero morrisonata
Pero morrisonata là một loài bướm đêm trong họ Geometridae.